# Abdul Jeelani
Abdul Qadir Jeelani (nascido Gary Cole; Bells (Tennessee), 10 de fevereiro de 1954 – Racine (Wisconsin), 3 de agosto de 2016) foi um jogador profissional de basquetebol americano. Nascido em Bells, ele foi um ala) e jogou colegialmente na Universidade de Wisconsin–Parkside. Jeelani teve uma breve carreira na National Basketball Association (NBA).
Jeelani é líder em pontos marcados (2262) e rebotes (1.237) da Universidade de Wisconsin–Parkside, e ele está no top quatro das sete outras categorias estatísticas de um único jogo, single-temporada e carreira. Ele marcou 47 pontos duas vezes em um jogo, um dos melhores registros para um único desempenho do jogo de pontuação. Ele era um membro de duas equipes no torneio nacional da NAIA em 1974 e 1975 e foi nomeado um NAIA All-American em 1975 e 1976. Ele participou do Colégio Washington Park em Racine.
Jeelani foi chamado em 8 de junho de 1976 pelo Cleveland Cavaliers da NBA, na terceira rodada do draft de 1976, mas mais tarde ele foi dispensado em outubro do mesmo ano. Depois assinou pelos Detroit Pistons em 2 de setembro de 1977, mas foi novamente dispensado após um mês, antes do início da temporada de 1977-78. Ele jogou uma temporada com os Portland Trail Blazers em 1979-80 e foi disponibilizado no draft de expansão em 28 de maio de 1980, onde foi tomado pelo Dallas Mavericks antes da sua temporada inaugural em 1980-81. Ele fazia parte do time titular para o jogo da primeira NBA dos Mavericks em 1980 e marcou os primeiros pontos na história da equipe. Em sua primeira temporada com os Mavs, Jeelani parecia ter um talento especial para marcar no último trimestre dos jogos. A partir de 20 de janeiro de 1981, quando ele tinha jogado 43 jogos, 142 de seus 350 pontos seu contrato encerrou.
Jeelani também teve uma carreira no exterior jogando na Itália, no Basquete Lazio e Libertas Livorno da Espanha.
Jeelani morreu no dia 3 de agosto de 2016 no hospital Wheaton Franciscan Todos os Santos em Racine.